# Šútovce
Šútovce (bis zum 30. Juni 2001 „Šutovce“; deutsch Schutotz, ungarisch Sujtó) ist eine Gemeinde in der West-Mitte der Slowakei mit 459 Einwohnern (Stand 31. Dezember 2024), die zum Okres Prievidza, einem Teil des Trenčiansky kraj, gehört.

## Geographie
Die Gemeinde befindet sich im Talkessel Hornonitrianska kotlina am Hang des Gebirgsstocks Malá Magura im Gebirge Strážovské vrchy am Oberlauf des Trebiansky potok im Einzugsgebiet der Nitra. Das Ortszentrum liegt auf einer Höhe von 434 m n.m. und ist zehn Kilometer von Prievidza entfernt.
Verwaltungstechnisch besteht die Gemeinde aus den Katastralgemeinden Dolné Šútovce (deutsch Unterschutotz) und Horné Šútovce (deutsch Oberschutotz)
Nachbargemeinden sind Dlžín im Westen und Norden, Kanianka im Nordosten, Bojnice im Osten, Kocurany im Süden sowie Diviaky nad Nitricou und Kostolná Ves im Südwesten.

## Geschichte
Horné Šútovce wurde zum ersten Mal 1315 als Sotuch schriftlich erwähnt und war Besitz von Familien und Geschlechtern wie Divéky, Rudnay und schließlich Pálffy. 1553 besaß das Dorf drei Porta, 1778 hatte die Ortschaft 220 Einwohner, 1828 zählte man 22 Häuser und 154 Einwohner, die als Landwirte und Obstbauern beschäftigt waren.
Dolné Šútovce entstand später und taucht 1531 als Nagh Swthocz auf und war im Besitz der Gutsherren von Horné Šútovce. 1553 gab es im Ort drei Porta, 1828 zählte man dort 17 Häuser und 117 Einwohner.
Bis 1918 gehörten die im Komitat Neutra liegenden Orte zum Königreich Ungarn und kamen danach zur Tschechoslowakei beziehungsweise heute Slowakei und vereinigten sich 1924 (nach anderen Quellen schon 1922) zur Gemeinde Šutovce.

## Bevölkerung
| Jahr                | 1994 | 2004    | 2014    | 2024    |
| ------------------- | ---- | ------- | ------- | ------- |
| Anzahl der Personen | 378  | 408     | 432     | 459     |
| Unterschied         |      | +7,93 % | +5,88 % | +6,25 % |

| Jahr                | 2023 | 2024    |
| ------------------- | ---- | ------- |
| Anzahl der Personen | 456  | 459     |
| Unterschied         |      | +0,65 % |

Nach der Volkszählung 2011 wohnten in Šútovce 416 Einwohner, davon 412 Slowaken und ein Tscheche. Drei Einwohner machten keine Angabe zur Ethnie.
327 Einwohner bekannten sich zur römisch-katholischen Kirche, jeweils vier Einwohner zur Evangelischen Kirche A. B. und zur evangelisch-methodistischen Kirche, drei Einwohner zur griechisch-katholischen Kirche und ein Einwohner zu einer anderen Konfession. 65 Einwohner waren konfessionslos und bei 12 Einwohnern wurde die Konfession nicht ermittelt.

## Bauwerke und Denkmäler
- Kapelle Unbeflecktes Herz Mariä aus dem Jahr 1908 in Dolné Šútovce
- Kapelle Jungfrau Maria aus dem Jahr 1920 in Horné Šútovce
- Kapelle Sieben Schmerzen Mariens aus der Zeit vor 1900
- Kulturhaus, ehemalige Volksschule, erbaut gegen 1890